# 향남환승터미널
항냠환승터미널은 경기도 화성시 향남읍 향남로 424 (행정리 472-1번지)에 위치한 대한민국의 시외버스터미널이다. 시외버스 운행은 2015년 8월 13일부터 개시하였으며 터미널 건물 정식 개관식은 2015년 8월 21일에 이루어졌다. 전체 건물 연면적은 887m2, 대합실 면적은 100m2이다. 2019년 1월 기준 하루 평균 250명이 이용하고 11개 노선이 운행중이다.

## 개요
제대로 된 시외버스터미널이 없었던 화성시 주민의 편의를 위해 화성시에서 건설한 최초의 시외버스터미널이며, 총 사업비 89억 4천만원을 들여 2012년 6월에 착공해 2015년 8월 21일에 완공했다. 대지 면적은 9,376m2이며 연면적은 887.15 m2인 2층 건물로 구성되어 있다. 터미널 개관식은 2015년 8월 21일 10시에 화성시장, 화성시의회 의장 등이 참석 하에 시행되었으며, 터미널 내부에는 화성시의 노인일자리 창출사업으로 노노카페가 개점하였다.

## 연혁
- 2015년 6월 25일 : 버스터미널 면허 인가
- 2015년 8월 21일 : 향남환승터미널 완공

## 운행 노선

### 시외버스
2015년 8월 13일 기준으로 인천, 부천, 광명, 안산, 평택, 청주, 인천공항 방면 총 7개 노선이 운행을 개시하였으며 9월 1일부터 가 개통된 고양, 대전, 세종시 방면 노선이 정식 운행에 들어갔다. 그리고 대전복합터미널행은 유성터미널행로 바뀌었다.
| 운행 노선           | 운행업체   | 운행구간 | 운행구간 | 운행구간     | 경유지                                             | 배차 간격 (분) | 시간표                                      |
| ------------------- | ---------- | -------- | -------- | ------------ | -------------------------------------------------- | -------------- | ------------------------------------------- |
| 향남 ↔ 고양         | 대원고속   | 향남     | ↔        | 고양         | 무정차                                             | 1회            | 19:50                                       |
| 향남 ↔ 광명/철산    | 충북리무진 | 향남     | ↔        | 철산         | 발안, 광명                                         | 2회            | 11:10, 18:20                                |
| 향남 ↔ 대전         | 대원고속   | 향남     | ↔        | 유성시외     | 세종청사, 세종시, 대전청사                         | 3회            | 08:30, 14:30, 17:40                         |
| 향남 ↔ 부천         | 대원고속   | 향남     | ↔        | 부천         | 인천종합버스터미널, 송내역                         | 3회            | 09:00, 13:40, 18:10                         |
| 향남 ↔ 안산 (R8427) | 경일여객   | 향남     | ↔        | 안산         | 발안, 상록수                                       | 60~80          | 첫차:07:40(향남 기준) 막차:21:40(향남 기준) |
| 향남 ↔ 청주         | 충북리무진 | 향남     | ↔        | 청주         | 무정차                                             | 2회            | 10:05, 13:55                                |
| 향남 ↔ 목포         | 대원고속   | 향남     | ↔        | 목포         | 영광터미널                                         | 2회            | 08:10, 16:45                                |
| 향남 ↔ 무안         | 경기고속   | 향남     | ↔        | 무안         | 영광, 함평                                         | 2회            | 09:10, 16:40                                |
| 향남 ↔ 평택 (R8427) | 경일여객   | 향남     | ↔        | 평택         | 향남제약공단, 평택대                               | 60~80          | 첫차:07:20(향남 기준) 막차:21:00(향남 기준) |
| 향남 ↔인천공항      | 대원고속   | 향남     | ↔        | 인천국제공항 | 화성시청, 남양터미널, 마도, 인천공항T1, 인천공항T2 | 30~60          | 첫처:05:05(향남 기준) 막차:18:25(향남 기준) |

### 시내버스
버스터미널 외부 향남로 길가에 시내버스 정류장이 있다.